# Cabera alba
Cabera alba là một loài bướm đêm trong họ Geometridae.